# Kościół Wniebowzięcia Najświętszej Maryi Panny w Biórkowie Wielkim
Kościół Wniebowzięcia Najświętszej Maryi Panny w Biórkowie Wielkim – zabytkowa drewniana świątynia rzymskokatolicka znajdująca się we wsi Biórków Wielki, będąca kościołem parafialnym tutejszej parafii. Kościół wraz z dzwonnicą został wpisany do rejestru zabytków nieruchomych województwa małopolskiego.
Kościół w Biórkowie wybudowany został w latach 1623–1633. Jego budowniczym był ksiądz Marcin Brzeski. Konsekrowany został dopiero w 1664 roku. Wcześniej, od erygowania parafii w XIV wieku, we wsi istniały co najmniej dwie drewniane świątynie – obie spłonęły.
Kościół wzniesiono w konstrukcji zrębowej i oszalowano deskami - pionowo, z listwowaniem. Nakrywa go dach gontowy, osobny nad nawą i nad prezbiterium. Na nim wznosi się wieżyczka na sygnaturkę. Jest to świątynia jednonawowa z węższym, zamkniętym trójbocznie prezbiterium i dobudowaną zakrystią oraz niewielką kruchtą. Do głównej bryły przylega wzniesiona pod koniec XVIII wieku barokowa wieża.
W pobliżu kościoła stoi również zabytkowa drewniana dzwonnica, wzniesiona w konstrukcji szkieletowej i oszalowana pionowo deskami.
Wystrój wnętrza świątyni ma charakter barokowy, ściany i płaski strop zdobi polichromia geometryczna, a jego wyposażenie pochodzi głównie z końca XVIII wieku. W rokokowym ołtarzu głównym znajduje się obraz z 1779 roku, przedstawiający scenę Wniebowzięcia Najświętszej Maryi Panny w srebrnej sukience. W kościele znajdują się dwa również rokokowe ołtarze boczne: ołtarz św. Józefa i ołtarz Serca Pana Jezusa. Z wyposażenia kościoła warto zwrócić szczególną uwagę na:
- XVIII-wieczną ambonę[5][7],
- XVIII-wieczną chrzcielnicę[5][7], z wiekiem ozdobionym sceną chrztu Jezusa w Jordanie,
- dwa posągi Chrystusa Zmartwychwstałego: gotycki z XV wieku i późnobarokowy z XVIII[4],
- barokowy krucyfiks z II połowy XVII wieku[6][7],
- rokokową monstrancję z ok. 1780 roku[6][7].